# Gregers Münter
Gregers Christian Münter (18. december 1907 i København – 31. marts 1988) var en dansk officer og modstandsmand.

## Karriere
Han var søn af kaptajn, kammerjunker Frederik Münter og hustru Johanne født Schack, blev student fra Gammel Hellerup Gymnasium 1928 og optaget på Hærens Officersskole, hvorfra han blev sekondløjtnant i fodfolket 1932 og premierløjtnant i Den Kongelige Livgarde samme år. Münter var elev og instruktør ved Skydeskolen for Håndvåben 1934-37, lærer på Sergentskolen 1937-38, blev kaptajnløjtnant 1938 og var på geodætisk kursus 1938-39 og generalstabskursus 1940-41. Han blev chef for Skydeskolens forsøgsafdeling 1941, hvilket han var til 1948, og kaptajn 1943.
Efter overfaldet på det danske militær i august 1943 flygtede Münter senere samme år til Sverige, hvor han blev kompagnichef ved Den Danske Brigade og vendte tilbage til Danmark med brigaden i maj 1945. Han var på tjenesterejser og våbenstudier i USA, England, Belgien, Tjekkoslovakiet, Norge og Sverige 1946-47, blev kompagnichef ved Livgarden 1948, chef for 15. bataljon 1951 og oberstløjtnant samme år. Han blev chef for 1. bataljon af Livgarden 1954, for 3. bataljon af Livgarden 1958 og blev stillet til rådighed for Livgarden 1961. 1962 blev han chef for 4. bataljon af Livgarden og var chef for de danske styrker under FN i Congo 1963-64. Fra 1968 til 1972 stod han i nr. i reserven.

## Udmærkelser og tillidshverv
Gregers Münter var kammerjunker, Ridder af 1. grad af Dannebrogordenen og bar Hæderstegnet for god tjeneste ved Hæren. Han var medlem af bestyrelsen for Sportsrideklubben 1939-46 og for Dansk Skytte Union fra 1945, formand for Danske Skytters Landsforening 1946-49, for Danske Officerers Skytteforening fra 1948, for Københavnske Skytteforeningers samarbejdsudvalg fra 1964 og for Københavns Skytteforening fra 1967 og var vicepræsident i De Danske Garderforeninger 1964-72.
Münter blev desuden tildelt Det frivillige svenske Skyttevæsens fortjensttegn 1947, Stockholms Skytteforbunds fortjensttegn 1951, Helsingfors Skyttekreds og Oslo Skyttesamlags fortjenstmedalje i guld 1952, Stockholms Skytteforbunds fortjenstmedalje i guld 1953, Finlands Officerers Skytteforbunds æresplaquette i sølv 1954, Sveriges Militære Idrætsforbunds æresplaquette 1959, Norges Idrætsforbunds sølvplaquette 1961, De Danske Skytte-, Gymnastik- og Idrætsforeningers hæderstegn 1962, Faldskærmsjægeremblemet 1962, Dansk Militært Idrætsforbunds hæderstegn 1968 og Finlands Skytteforbunds hæderstegn i guld 1970. 
Münter blev gift 10. november 1934 (ægteskabet opløst 1951) med Else Rødgaard (15. februar 1912 i Esbjerg - ?) med hvem han fik to sønner, Hans Frederik Münter (21. november 1935 - 27. april 2014) og Klaus Lorentz Münter (1937 - nu), datter af grosserer Holger Rødgaard og hustru Olga født Bay.